# Perisades III
Perisades III  (en griego antiguo: Παιρισάδης, Pairisádēs)  fue un rey de Bósforo que reinó de aproximadamente el año 180 al 150 a. C.

## Origen
El origen de Perisades es desconocido, y está considerado como:
- un hijo de Espártoco V y (medio)-hermano y esposo de la reina Camasarye Philotecnos;[1]
- un hijo de Leucón II.[2]

## Reinado
Perisades III reinó conjuntamente con Camasarye, que era tal vez su medio-hermana y esposa, siguiendo la costumbre de los reyes helenísticos contemporáneos, particularmente los lágidas de Egipto, con los cuales el reino del Bósforo mantenía vínculos diplomáticos y económicos y compartía el casi monopolio del suministro de trigo.
En 177/176 a. C., como su esposa el año precedente, dedicó un objeto de oro al templo de Apolo Didimeo de Mileto.

## Sucesión
Perisades III está considerado como el padre de Perisades IV, que reinó conjuntamente con su madre después de su muerte hacia el 150 a. C.